# Malek Bennabi
Malek Bennabi (auch Malik bin Nabi, Malik bin Nebi; arabisch مالك بن نبي; * 1905 in Constantine; † 31. Oktober 1973 in Algier) ist ein algerischer Intellektueller und Autor. Sein geistiges Schaffenswerk, das er über die Jahre erarbeitete, umfasst eine Fülle an Büchern und Schriften. Bennabi schrieb vor allem über geistige Erneuerung in der muslimischen Gesellschaft.

## Leben

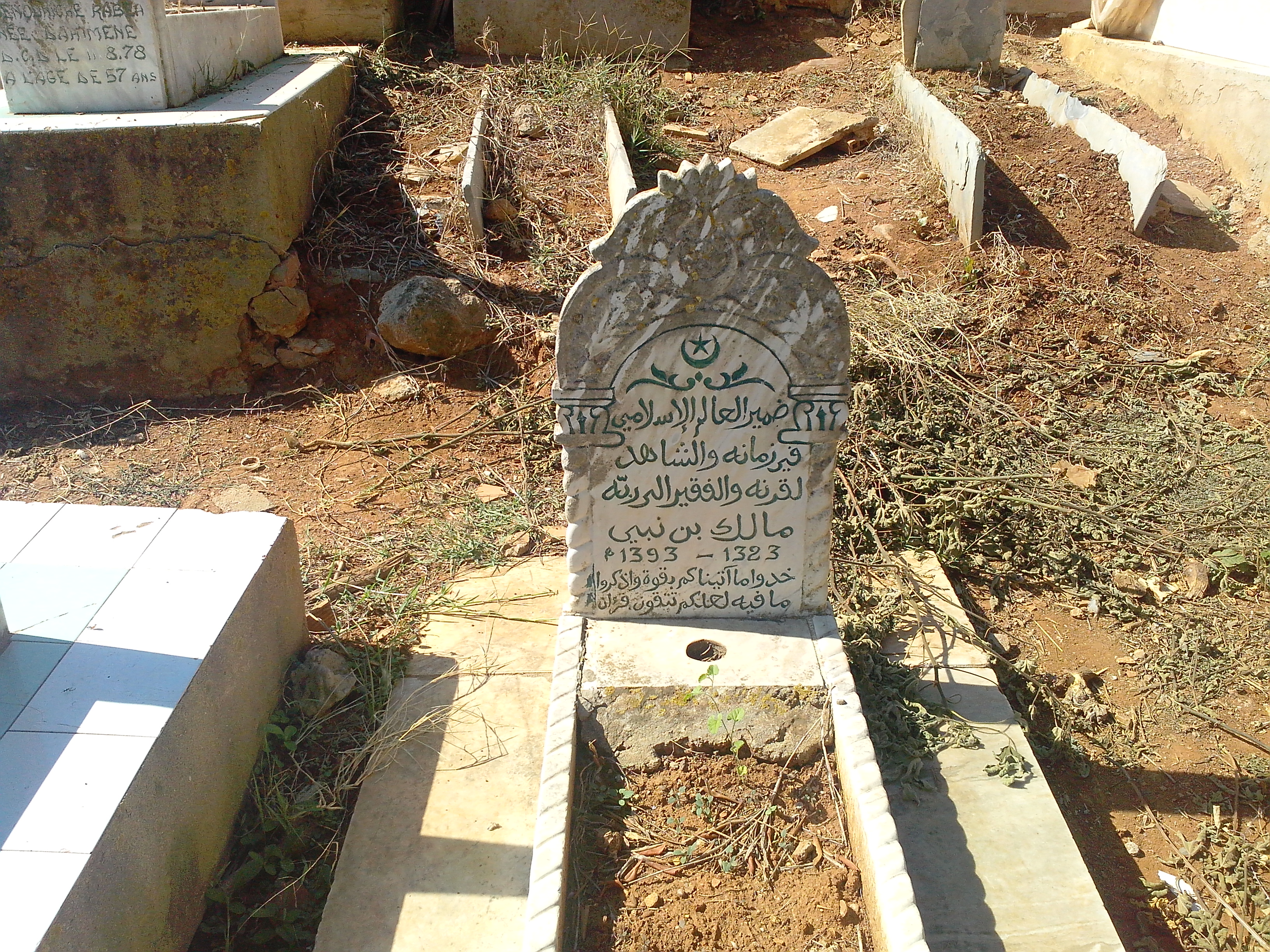
Grab von Malek Bennabi

Malek Bennabi besuchte die 1909 gegründete Médersa von Constantine. 1929 ging er nach Paris, um dort ein Ingenieursstudium zu absolvieren. Nach der Besetzung Frankreichs im Zweiten Weltkrieg kam er, gezwungen durch seine Arbeitslosigkeit, im Sommer 1942 auch nach Deutschland und blieb bis 1944. Danach hielt er sich in Dreux, Frankreich auf, wo er auch seine spätere Ehefrau kennenlernte.  Er verließ Frankreich dann 1956 und kehrte erst 1963 nach Algerien zurück, wo er Direktor eines Bildungsinstituts wurde. Den mit dieser Einrichtung verknüpften Dienst quittierte er 1967, um mehr Zeit für seine Studien zu haben. 1973 verstarb er in Algier und ist dort auf dem Friedhof Sidi M'hamed beerdigt.

## Werk
- Le Phénomène coranique (1947)
- Lebbeik (1948)
- Les Conditions de la renaissance (1949)
- Vocation de l’islam (1954)
- L’Afro-Asiatisme (1956)
- Le Problème de la culture (1957)
- SOS Algérie (1957)
- Discours sur la nouvelle édification (1958)
- La Lutte idéologique en pays colonisé (1958)
- Idée du Commonwealth islamique (1959)
- Réflexions (1959)
- Naissance d’une société (1960)
- Dans le souffle de la bataille (1961)
- Perspectives algériennes (1965)
- Le Problème des idées dans la société musulmane (1970)
- Le Musulman dans le monde de l’économie (1972)
- Le Rôle du musulman dans le dernier tiers du XXe siècle (1972)